# Fuquan
Fuquan is een stad en een arrondissement in het zuiden van de zuidelijke provincie Guizhou, Volksrepubliek China. 
De gevangenis van Fuquan is een gevangenis  in de stad. In Longchang, wat bij Fuquan hoort, bevindt zich het werkkamp Fuquan heropvoeding door werk.